# Servei de Patrimoni Arquitectònic Local
El Servei de Patrimoni Arquitectònic Local (SPAL) és un organisme depenenent de la Diputació de Barcelona, fundat el 9 de juny del 1914 amb el nom de Servei de Catalogació i Conservació de Monuments (SCCM). Va canviar de nom el 31 octubre del 1986 per convertir-se en el Servei del Patrimoni Arquitectònic (SPA), i prengué el nom definitiu de Servei de Patrimoni Arquitectònic Local l'1 abril del 1993. Està format per un equip pluridisciplinari d'arquitectes, d'arqueòlegs, d'historiadors, de documentalistes, d'historiadors de l'art, que treballen per donar suport als ajuntaments en la salvaguarda i posada en valor del seu patrimoni arquitectònic tant amb el suport tècnic com econòmic.
Fins a l'actualitat, el Servei ha tingut cinc directors: els arquitectes Jeroni Martorell i Terrats (1914-1951), Camil Pallàs i Arisa (1954-1978), Albert Sentis i Hortet (1978-1981), Antoni González Moreno-Navarro (1981-2008) i Joan Closa Pujabet (2008-).
Entre 1915 i 1929, la seu del Servei era al Palau de la Generalitat de Catalunya, quan es va traslladar a la Casa dels Canonges. Des del 1989, ocupa part de la planta baixa de l'Edifici del Rellotge a Can Batlló, construït l'any 1868 pel mestre d'obres Rafael Guastavino.

## Història

### Creació i objectius
El 6 d'abril del 1914 va crear-se la Mancomunitat de Catalunya. El seu president, Enric Prat de la Riba, va encarregar a la Secció Històrico-Arqueològica de l'Institut d'Estudis Catalans una memòria que recopilés totes les orientacions i bases fonamentals per a la formació d'un servei especialitzat en la conservació i catalogació de monuments, que va ser presentada el 30 d'abril següent. Finalment, el 9 de juny del 1914 es va crear el Servei de Catalogació i Conservació de Monuments de la Diputació de Barcelona, com a servei lligat a la Secció Històrico-Arqueològica de l'IEC, que a partir de llavors en supervisaria el treball i les activitats.
En aquells moments, era el primer servei que es creava al territori espanyol per a la conservació de monuments i no va ser fins anys més tard, el 1929, que es creà un servei amb competències de nivell estatal a Madrid.
Durant aquests primers anys de la Mancomunitat, el Servei de Catalogació i Conservació de Monuments actuava i supervisava tots aquells monuments que abarcaben tot el territori català. Tasca que més endavant es concentraria majoritàriament en el territori que definia la Diputació de Barcelona.

Segons la memòria presentada per l'IEC a la Diputació el 1914 es justifica la necessitat del Servei: 
Cada dia és més gran l'atenció dels Estats, en tot ço que fa referència a la conservació del seu patrimoni artístic. Importants organismes administratius existeixen exclusivament dedicats a aquest objecte; nombroses lleis han sigut promulgades, per a determinar els principis d'actuació i fixar procediments; fortes quantitats són consignades en pressupostos per a protegir l'art del passat. A l'afinar-se les civilitzacions, creix l'esment per mantenir en bon estat les obres artístiques i evitar la llur exportació. En un principi sols se vigilaven oficialment les produccions famoses: grans monuments arquitectònics,pintures i escultures de mèrit extraordinari. Avui, tot ço que té un valor artístic, per humil que siga, és amparat. Conservació material, defensa, prohibició que surtin de la pàtria els tresors artístics. Vet aquí’ls fins que, d'acord amb els pobles cultes, hem de voler perseguir intensament a Catalunya. Per obtenir-ho, és indispensable organitzar degudament el Servei de conservació i catalogació de monuments. Monuments megalítics i terrenys que contenen estacions prehistòriques; edificis complets o ruïnes; fragments de construccions antigues; objectes nobles de tota naturalesa, s'han de comprendre en la protecció.
La memòria redactada per la Mancomunitat s'estructura en tres apartats:
- En el primer, es tracta la necessitat de conformar aquest servei. El que es vol aconseguir és un ajut a la prevenció de l'enrunament que poden patir els monuments a conseqüència del pas del temps, i a les accions produïdes per l'home, reforçant els fonaments dels monuments, cuidant les instal·lacions, estipular lleis protectores, salvaguardar les antiguitats en llocs especialitzats en la conservació i que alhora siguin accessibles als visitants.
- En el segon, s'estipula la necessitat de tenir en compte els antecedents respecte a la conservació, protecció, restauració i catalogació de patrimoni que s'havien donat en altres països com França, Àustria, Alemanya i Itàlia. A Espanya també existien fins al moment lleis de protecció del patrimoni però no hi havia una organització oficial que hi treballés en conseqüència.
- Finalment, es tracten els principis de l'organització que estava en vies de formació. Els objectius d'aquesta haurien de ser bàsicament pel que fa a la conservació, mantenir en bon estat el patrimoni artístic nacional i evitar restauracions inconvenients. I pel que fa a la catalogació, facilitar els estudis historicoarqueològics, preparar les lleis protectores que evitin l'exportació i publicar amb reproduccions gràfiques l'inventari de l'art català.

També s'hi especifiquen aspectes referents a la preparació professional del personal, la necessitat de tenir un director amb coneixements d'arquitectura i història de l'art català, i un personal auxiliar coneixedor del dibuix lineal, perspectiva i fotografia. També s'hi assenyalava la manera inicial d'adquirir fons documentals per tal de començar a realitzar un inventari.

### Els primers anys del Servei sota la direcció deJeroni Martorell(1914-1951)

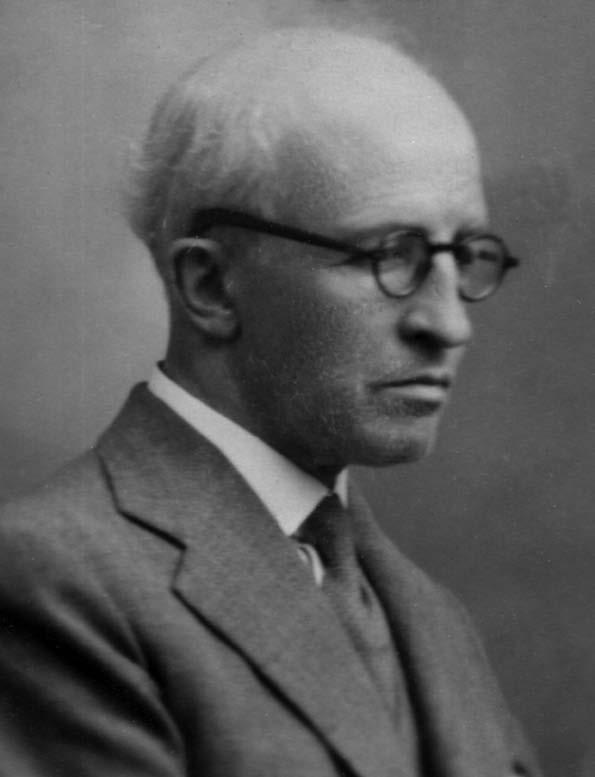
Jeroni Martorell (1876-1951), primer director del Servei.

Abans de posar-se en marxa, es van establir les bases que definirien la seva actuació al llarg dels següents anys pel que fa a la restauració i protecció de monuments.
Per tal de ser nomenat director del Servei, Jeroni Martorell va presentar una memòria «referent a l'organització del Servei de Conservació i Catalogació de Monuments», on queden molt ben establerts tots els seus raonaments i intencions vers a les actuacions que podria arribar a realitzar el Servei. Aquests plantejaments eren fruit d'una gran compenetració amb els ideals politicoculturals del moment, que defensava la Mancomunitat i que potenciava l'Ajuntament de Barcelona; amb un suport molt més fort que en èpoques anteriors pel desenvolupament i la investigació científica, reorganitzant de la millor manera possible els col·lectius professionals com podien ser per exemple els arquitectes, etc.
A més a més una fita d'allò més significativa va ser que ja a partir d'inicis del segle XX varen començar a tenir lloc congressos nacionals i internacionals on es van tractar temàtiques sobre la concepció de l'urbanisme i la ciutat, de l'estat en què es troben tot el conjunt d'edificis i com arribar a potenciar la conservació d'alguns d'ells; els que es consideren
que són monuments.
Jeroni Martorell era un personatge molt instruït pel que feia a l'arquitectura autòctona i tenia teories respecte a aquesta, que li permetran entrar en debat amb altres teories contemporànies o anteriors com les de Ruskin, també amb les de Boito i Giovanoni amb els que compartia diversos punts de vista i opinions, i a més a més de Puig i Cadafalch que el va influenciar en gran manera.
Algunes de les seves opinions i plantejaments es poden veure reflectits en una conferència que es va realitzar a l'Ateneo de Madrid cap a l'any 1919. Els punts que va posar de manifest en aquesta conferència van ser diverses qüestions sobre la propietat artística, la
definició de Monument Nacional, la protecció patrimonial, aspectes legislatius, com dur a terme la formulació de catàlegs, i va prestar gran atenció a la conservació i restauració de monuments en el context de Catalunya i Espanya.
La seva intenció era d'alguna manera despertar la consciència dels membres de la conferència per perllongar la vida del màxim possible de monuments i construccions històriques. No pretenia grans inversions salarials sinó senzills treballs que poguessin garantir un ampli ventall d'intervencions en un gran nombre de construccions. Posava de manifest que l'Estat reparava intensament
alguns dels anomenats “monuments nacionals”, refent-los completament com si fossin nous. Martorell no buscava això, deia que la conservació i restauració dels monuments havia de practicar-se amb un gran respecte per l'obra del passat. S'havia de procurar mantenir l'obra tot el possible però sense refer-la de nou, simplement consolidar els elements deteriorats perquè no vagin en augment.
Segons Martorell, per gaudir del plaer estètic que ens proporciona un monument o construcció històrica se l'ha de conservar segons la seva situació originària, acceptant que aquesta haurà quedat malmesa amb el pas del temps.

No estava d'acord que es prengués com a norma enviar totes les peces als museus. Defensava que als museus només hi haurien d'anar les obres que es trobessin en deficients condicions de llum o de seguretat o les que haguessin estat trobades en excavacions arqueològiques, sense complir la missió per la qual van ser creades. Reclama, doncs,
que todo el país sea un Museo; que las obres de arte se hallen bien guardados en todas partes: he ahí el ideal. […] Proteger losmonumentos vivos aplicados a las necesidades corrientes, es cosa tan conveniente como cuidar a los inválidos...
 En aquesta nova proposta de conservació i protecció del patrimoni trobava fonamental que la legislació es fonamentés en declarar de propietat nacional els monuments i obres que representessin la col·lectivitat i prendre les mesures pertinents perquè no es poguessin enderrocar i alterar els monuments ni el seu entorn sense autorització. Es tractava, doncs, de proporcionar una bona tutela i gestió governamental.
Tots aquests criteris serien aplicats pel Servei en el conjunt de Catalunya, encara que Jeroni Martorell també actuava d'alguna manera per compte propi, ja que entre 1929 i 1936 també va exercir com a arquitecte conservador de la Tercera Zona d'Espanya (Catalunya, Illes Balears i províncies de València, Castelló i Terol). Però alguna de les obres que va realitzar amb col·laboració del SCCM van ser l'Església de Sant Pere de Camprodon; que ja havia començat a ser restaurada per la Comissió de Monuments de Girona. L'any 1931 va prendre el relleu en la restauració Jeroni Martorell, comunicant totes les seves actuacions a l'Institut d'Estudis Catalans, cosa que avui en dia permet saber fil per randa i de la pròpia mà de Martorell com es varen desenvolupar tots els treballs.
Els treballs al Monestir de Santa Maria de Poblet els va dur a terme com a director de SCCM, però també com a membre del Patronat de Poblet i com a arquitecte conservador del Ministeri d'Instrucció pública. En aquest projecte va col·laborar molt properament amb l'escriptor Eduard Toda Güell, que en aquells moments era el director del Patronat de Poblet.
Fins ara ja hem pogut veure com s'anaven establint i endegant cada vegada amb més força i continuïtat les actuacions del Servei. Dins de les quals entraven les tasques de conservació, catalogació, restauració, divulgació i realització de congressos i publicacions.
Pel que fa a la tasca de catalogació i de formulació d'un inventari, es va iniciar partint dels fons de l'IEC juntament amb diverses aportacions que el Servei recollia en les excursions o amb el préstec dels particulars o també amb les donacions que
rebia. Com a dada aproximada, l'any 1923 es varen arribar a catalogar fins a 12.000 fitxes. Dins d'aquest camp de la catalogació, l'any 1915 el Servei va dur a terme un encàrrec que es basava en la realització del Repertori Iconogràfic de la secció Espanya Monumental, que formava part de l'Exposició Internacional de Barcelona de l'any 1929 i que en aquells moments es començava a organitzar.
Una de les tasques que va realitzar el SCCM i que més rellevància ha tingut per a la conservació dels monuments va ser la de realitzar declaracions monumentals, que a més de potenciar la salvaguarda d'edificis que estaven a punt de desaparèixer completament a causa de la seva degradació, també evitava que molts edificis arribessin fins aquest estat, o que s'enderroquessin molts d'altres. Amb aquestes declaracions també es va arribar a protegir i limitar la venda d'objectes artístics i es va potenciar la realització de diversos plans urbanístics per a un millor estudi i protecció dels monuments.
Pel que fa a les publicacions que s'esmentaven anteriorment, es pot dir que unes de les més interessants són les memòries de les actuacions del Servei. La primera memòria del SCCM es va presentar l'any 1920 a l'IEC. En aquesta es definien les bases ideològiques del Servei pel que feia a la restauració i s'exposaven les diverses actuacions que s'havien dut a terme durant aquests primers cinc anys de vida del Servei.

### La tasca del Servei durant la dictadura de Primo de Rivera (1923-1930)
El cop d'estat de Primo de Rivera del 13 de setembre del 1923 va fer que trontolles la situació i la posició de la Mancomunitat de Catalunya i de l'Institut d'Estudis Catalans, cosa que va afectar en gran manera als treballs que aquestes institucions encarregaven al SCCM.
Alfons Sala, com a nou president de la Diputació de Barcelona i el Baró de Viver, com a nou Conseller de Cultura, varen començar un control intensiu sobre els diversos organismes i serveis que estaven a càrrec de la Mancomunitat, com per exemple l'IEC, al qual li van limitar molt els pressupostos que estaven constantment supervisats i controlats d'acord als ideals del nou Estat.
Malgrat aquests fets, el SCCM es va separar d'aquestes institucions per poder continuar mínimament amb les seves actuacions i encara que ja no publicava en col·laboració amb l'IEC, va continuar donant notícies de les seves actuacions mitjançant altres canals. A més, encara que el Servei hagués perdut part del protagonisme no va deixar de realitzar obres de conservació, encara que en menor nombre. Una de les obres de restauració en les que va intervenir Martorell durant la Dictadura va ser l'obra de reutilització de la Casa dels Canonges; a partir d'aquell moment s'ampliarien la biblioteca i els arxius i s'instal·laria el Servei de Catalogació i Conservació de Monuments, a més de les escoles Bibliotecàries i Professionals de la Dona i Borsa de Treball.

### Els anys de la República (1930-1936)
Amb la caiguda de la Dictadura de Primo de Rivera l'any 1930, l'Institut d'Estudis Catalans va tornar a tenir competència i potestat per supervisar els treballs del SCCM, i també va retornar a realitzar publicacions en el seu Anuari, on es destacaven totes les actuacions que havia realitzat el Servei juntament amb les diverses institucions que l'havien recolzat durant els darrers cinc anys.
En 1931, amb la instauració de la II República i de la Generalitat de Catalunya, es van produir un seguit de canvis als òrgans de govern i als serveis que depenien d'aquests. Pel que fa a l'àmbit de serveis culturals, aquesta va tenir en gran consideració al SCCM de la Diputació de Barcelona i li va atorgar els drets necessaris per a seguir amb la seva tasca de restauració d'edificis.
Es va seguir comptant amb el Servei per realitzar les obres de reparació, continuació, restauració, etc., que havien estat endegades en aquests anys anteriors. Alguns dels edificis intervinguts en aquells moments varen ser l'església de Santa Maria de Terrassa, la Porta Ferrada del monestir de Sant Benet de Sant Feliu de Guíxols, els banys de Girona o el conjunt monumental d'Olèrdola, entre molts d'altres.
Posteriorment, perquè la legislació catalana va disposar a càrrec de la Generalitat la jurisdicció sobre el patrimoni de Catalunya mitjançant el Servei d'Arxius, Biblioteques i Belles arts. Aquest doncs va ser organitzat en diverses seccions per a la millor protecció del patrimoni històric, artístic i científic. Una d'aquestes seccions va ser la Secció de Monuments Històrics, i per voluntat de la Generalitat la tasca d'aquesta Secció seria desenvolupada, a partir d'aquell moment, pel Servei de Catalogació i Conservació de monuments que fins aleshores depenia de la Diputació.

### Els anys de la Guerra Civil (1936-1939)

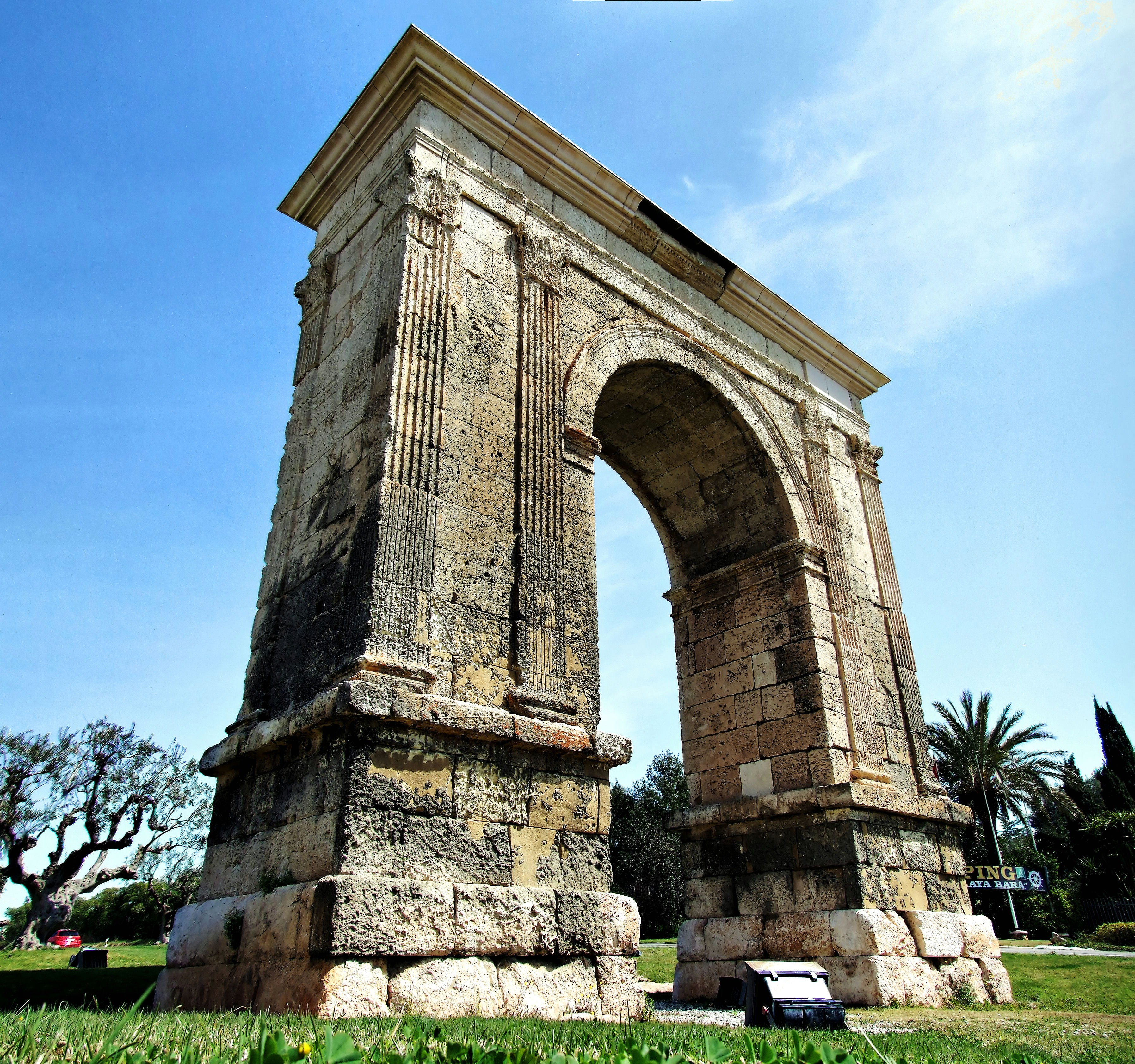
Arc de Berà, restaurat pel SCCM

La Guerra Civil i les conseqüències nefastes que aquesta va tenir sobre el patrimoni, va posar en alerta les autoritats republicanes arreu de tot el territori espanyol per dur a terme tot un seguit de mesures per contrarestar o almenys evitar que se seguís malmetent el patrimoni. A Catalunya es varen crear nous serveis destinats a catalogar ràpidament tots els monuments per assegurar la seva protecció. Va haver també una gran cooperació entre totes les seccions de Museus, Biblioteques, Arxius i Monuments, promogudes per la Generalitat per actuar amb l'únic propòsit de salvaguardar d'una manera immediata el patrimoni català. Una de les mesures de protecció va ser la conservació, en diverses seus com el Museu d'Art de Catalunya o la Casa dels Canonges (on llavors tenia la seu el SCCM) d'objectes i col·leccions particulars per tal d'inventariar-les i conservar-les en llocs específics, per evitar la seva pèrdua o destrucció per part d'una societat revolucionaria que en aquells moments no pensava en el passat històric que vivia en aquests objectes i monuments.
Aquests varen ser uns anys de molta activitat per la llavors anomenada Secció de Monuments. Aquesta va realitzar una gran quantitat d'obres de restauració gràcies al fet que la Generalitat destinava uns pressupostos molt superiors als anteriors degut a la major destrucció del patrimoni que s'estava exercint en aquells moments. Un dels exemples més significatius podria ser l'operació de restauració que va dur a terme en l'Arc de Berà, víctima d'una explosió l'any 1936, per
part d'un grup que volia evitar que les tropes rebels accedissin a la carretera Barcelona-Tarragona. La Secció també va actuar a l'Aragó, i amb el mateix propòsit de salvaguardar el patrimoni artístic es varen portar tot un seguit d'obres d'art a Barcelona com a mesura preventiva. Finalment l'any 1938 es va establir definitivament la plantilla de la Secció de Monuments, que disposava Jeroni Martorell com a arquitecte director i com a cap de Negociat de Primera.

### Els primers anys de la postguerra (1939-1951)
En acabar la guerra, Martorell va publicar una altra memòria on explicava la seva consolidació com a servei vinculat amb la Diputació de Barcelona, el seu traspàs per a formar part de la Secció de Monuments a càrrec de la Generalitat i totes les tasques de conservació, salvaguarda i restauració que s'havien dut a terme durant aquest període de guerra que s'havia viscut. Aquesta Memoria del Servició de Monumentos Históricos y de Protección del Patrimonio Artístico Nacional va ser publicada el 4 de febrer de 1939 en acabar la Guerra Civil.
Entre 1941 i 1951, en què va morir Jeroni Martorell, el Servei va funcionar amb dificultats pressupostàries. Tot i així, va seguir la seva actuació en diferents edificis en els que ja hi havia començat alguns treballs Martorell, com la Catedral de Barcelona on es va reconstruir la volta de la nau lateral que havia estat víctima d'una bomba, el Monestir de Pedralbes de Barcelona on es van reparar els vitralls de l'església i es va recomposar el mobiliari litúrgic, la Basílica de Santa Maria de Vilafranca del Penedès es varen seguir realitzant treballs de restauració ja començats l'any 1934, etc.

### La direcció deCamil Pallàs(1954-1978)
Camil Pallàs i Arisa es presentà per accedir a la plaça de director del Servei el mateix any que morí Martorell, 1951. Però la seva proposta va quedar apartada i va ser comparada amb les dels diferents candidats durant un llarg temps, i finalment va començar a actuar com a tal el 5 de juliol de 1954 amb 36 anys. Durant aquest període (1951-1954), en què el càrrec de director va quedar vacant, hom pot citar el delineant Joan Pla i Palomer, que havia estat treballant juntament amb Martorell, i Marià Ribas Bertran, que havia col·laborat també amb Martorell fent alguna de les feines que rebia aquest com a arquitecte conservador de la Tercera Zona d'Espanya. Tot i així, consta que el Servei va seguir realitzant treballs de restauració i conservació, ja que s'han conservat diversos escrits sobre aquests treballs.
A través de les obres en què Pallàs va intervenir com a arquitecte director del Servei, hom pot veure que el seu mètode d'actuació tenia un criteri d'intervenció molt ben definit. Si trobava un edifici d'època romànica, que havia estat reformat o ampliat en qualsevol altra època ja fos gòtica, renaixentista, barroca o neoclàssica, feia tots els esforços perquè l'obra tornés a l'aparença medieval, encara que això suposes enderrocar i suprimir les parts que havien estat afegides i que per molts altres arquitectes o estudiosos tindrien un gran valor històric. Però no va ser només de la seva mà que es van dur a terme aquest tipus d'obres de restauració, ja que a mitjans del segle xx hi va haver una disposició a Catalunya, sobretot pel que fa als historiadors del Bisbat de Vic, a emprendre obres en la majoria d'edificis religiosos, que comportaven la despulla d'aquests per retornar-los al que suposadament havien de ser, edificis del romànic català.
Una figura que va tenir molta importància en aquesta època i que va servir-li per recolzar les seves idees i actuacions, va ser Eduard Junyent i Subirà. Segons ell, s'havien de refer les esglésies i d'altres edificis perquè arribessin a semblar-se el màxim possible al que havien estat en època medieval. Defensà a més que s'havien d'enretirar dels murs i de les capelles els afegits posteriors per deixar a la vista el cos de l'església tal com era en el seu origen medieval. També va rebre la influència del teòleg i arqueòleg José Ferrando Roig i l'assessorament d'Eduard Ripoll i Perelló, d'Agustí Duran i Sanpere, i de Joan Ainaud de Lasarte. El problema en els casos en què existeix el criteri de repicar revestisments, és que no es té en compte que de vegades aquests són els que li donen vida a l'edifici. Un exemple d'obra de restauració que va realitzar Camil Pallàs és l'església de Sant Cugat de Gavadons, on es pot veure que l'edifici sense aquest revestiment tan sols deixa a la vista una construcció d'allò més humil i d'escassa entitat constructiva.
Un altre punt interessant en les actuacions de Pallàs és que s'intervingué en obres locals, ja que considerava que els grans monuments nacionals eren competència precisament de l'Estat. Defensava, doncs, que el SCCM s'havia d'encarregar d'aquelles obres de menys renom i menys conegudes perquè no s'acabessin de perdre del tot, mentre que els monuments que ja eren ben coneguts per la seva importància nacional, podien restaurar-se posteriorment, per dir-ho més clarament: podien esperar. En conjunt, segons el llistat d'obres en les que va estar involucrat Camil Pallàs com a director del Servei, hom pot veure que les prestacions al camp de la restauració són enormes, però sense cap mena de projecte preestablert, cosa que comportava que no es pogués entretenir en una sola obra i, que per tant, el seu temps de dedicació n'afectés a la bona realització i culminació. Per exemple, en la dècada del 1950, va intervenir en 45 municipis i 62 edificis dels quals 42 eren de propietat eclesiàstica. Pallàs no va tenir en compte tots els avenços que s'havien produït en el camp de la restauració, sobretot a partir dels primers congressos internacionals d'arquitectes i de la redacció de la Carta d'Atenes, tot i que tampoc s'ha d'oblidar que l'any 1964 es va redactar la Carta de Venècia en el Secondo Congresso Internazionale degli Architetti e Tecnici dei Monumenti, amb nous plantejaments sobre la intervenció en els monuments i els seus respectius contexts urbans i paisatgístics. Però com tots els plantejaments, poden tenir diverses interpretacions, en el cas de Camil Pallàs i d'altres arquitectes espanyols de l'època, varen prestar més atenció a la restauració estilística que a qualsevol altre tipus de restauració, sobretot si es tractava de restaurar edificis religiosos.
Les publicacions realitzades pel Servei durant aquests anys, escrites per periodistes de la Secció de Premsa, varen ser molt escasses i aparegudes a través de la revista trimestral de la Diputació de Barcelona San Jorge. A part d'aquestes publicacions, no se'n coneixen ni tan sols memòries sobre l'activitat del Servei, de les quals se’n van publicar moltes més durant l'etapa de Jeroni Martorell. En el període 1954-1978, han estat registrades una quantitat enorme d'obres intervingudes. Entre elles trobem obres de neteja, consolidació i reparació com per exemple la reconstrucció de les termes romanes de Caldes de Montbui, les obres de consolidació i restauració d'algunes dels cobertes, pintures murals i arcs del Monestir de Sant Cugat del Vallès, entre moltes altres. També hi van haver un parell d'excavacions arqueològiques que es caracteritzaven per seguir una metodologia científica molt més acurada; les de Pedret i Obiols.
Una de les actuacions més rellevants que va dur a terme el SCCM durant aquests anys va ser la proposta de realitzar declaracions de monuments provincials. I això juntament amb l'aprovació de la Llei del Sòl l'any 1956 va portar a que es comencessin a crear catàlegs municipals de monuments i que a més la Diputació de Barcelona obtingués competències per protegir el patrimoni. El problema de tot plegat és que aquest avantatge no va ser aprofitat per Camil Pallàs, i no es van declarar tants monuments com calia esperar. Però des del Servei si que es va realitzar un catàleg monumental de la província de Barcelona, encara que aquest no es va arribar a publicar.
Finalment, després d'una proposta que va formular Camil Pallàs a l'Assemblea del Servei per a la Protecció del Patrimoni Arquitectònic Català (SERPPAC) per aconseguir l'ampliació de les actuacions de restauració i protecció de monuments a tota Catalunya i que aquesta no arribés al punt que esperava, aquest va deixar el Servei l'any 1978 i va ser substituït durant tres anys per l'arquitecte Albert Sentís i Hortet.

### La direcció d'Antoni González Moreno-Navarro (1981-2008)
Després de les dures etapes que havia viscut el país, de guerra i dictadures, els fils metodològics disposats en el seu dia per Jeroni Martorel no s'havien oblidat; tan sols havia quedat ocult i es reprendria a partir de la transició democràtica. En aquests moments, van rebre un impuls de renovament i rehabilitació el Congrés de la Cultura Catalana, el SERPPAC i el SCCM. A finals dels anys 1970, i per una sèrie de causes de diversa naturalesa, aquest tenia problemes que feien gairebé impossible assumir-ne per complet totes les tasques d'actuació. Per aquest motiu, es varen realitzar diversos informes des de l'equip de govern, els quals van acabar per disposar la convocatòria de la plaça de Cap del Servei, i així, el 4 de maig del 1981 en fou nomenat com a director l'arquitecte Antoni González Moreno-Navarro. Els seus inicis varen ser complicats pel fet que no es va poder assolir plenament la renovació de l'estructura organitzativa del servei amb les persones i el material necessaris. A més, aquesta nova etapa va coincidir amb una profunda transformació dels criteris i conceptes teòrics pel que feia a la intervenció del patrimoni, l'administració que supervisava el Servei també havia de renovar-se amb el nou marc democràtic i d'autonomia que estava vivint en aquells moments el país.
Aquest mateix any, la Generalitat de Catalunya va assumir algunes de les tasques de catalogació i el Servei es va alliberar d'aquesta funció. Des de llavors, s'ha dedicat gairbé per complet a la restauració de monuments, seguint les directrius i plantejaments que en el seu moment va formular Jeroni Martorell: anàlisi i investigació del monument abans d'intervenir-hi, tenint en compte que és quelcom més que un objecte arquitectònic, sinó un document històric i un element amb un gran valor significatiu per a la societat. Amb Antoni González es van restablir uns objectius molt clars pel que fa a la restauració: s'havia de donar una gran consideració al programa d'ús, a la destinació de l'edifici i era d'allò més necessari potenciar la conservació del monument com a document i objecte arquitectònic.
L'any 1982 es varen començar a publicar noves memòries que deixaven clars els objectius del Servei en aquesta nova etapa. Tant la divulgació de les noves activitats que s'anaven realitzant com l'establiment d'un compromís entre els professionals restauradors amb la comunitat científica eren dos dels punts claus que es varen tenir en compte en aquesta memòria.

Pel que fa al mètode que s'utilitzava a l'hora de realitzar les obres d'excavació, conservació i restauració, en les etapes anteriors s'havia apostat molt per la investigació arqueològica abans de dur a terme l'obra, però a partir del 1984, amb la incorporació de l'arqueòleg Albert López Mullor i la creació del Negociat d'Investigació sota la seva direcció, es començà a treballar mitjançant una investigació aplicada, on s'havien de plantejar totes les possibilitats abans de dur a terme qualsevol tipus d'obra en el monument, i fins i tot les excavacions s'havien de posposar, ja que no només es considerava jaciment el subsòl, sinó que s'havia d'estudiar tant aquest com l'entorn. S'havien d'estudiar totes les estructures possibles, però aquest cop l'estudi no tenia l'única finalitat de la publicació, sinó saber, abans d'excavar o de retirar qualsevol peça, quin seroa l'estat de la torre, el palau o l'església sota terra o d'altres elements adherits al mur i com actuar en conseqüència. Segons diu Raquel Lacuesta, es tracta doncs de:
Posar en relleu les diverses etapes constructives del monument, per entendre la seva història, justificar la necessitat de recuperar o potenciar una determinada imatge, de conservar o no certes parts de l'edifici, d'afegir les innovacions estilístiques i tecnològiques de la nostra època qual calgui, són aspectes sobre el qual convé que informin els tècnics de la restauració.